# Карьялайнен, Мартти
Мартти (Мартиска) Карьялайнен (карел. Martti (Martiska) Karjalainen; 1768, деревня Лонкка (ныне Калевальский район) ― 1839) ― карельский рунопевец.

## Биография
Родился в семье рунопевцев. Подробные сведения о жизни и творчестве Карьялайнена отсутствуют. Известно только, что в 1834 он встретился с Элиасом Лённротом, сделавшим многочисленные записи рун из репертуара Карьялайнена.
Карьялайнен на ходу, по своему усмотрению переставлял и объединял разнородные сюжеты.
Карьялайнен проявил себя как певец-поэт. Он сам сочинял руны об окружающей действительности и даже о своей личной жизни. Известными рунопевцами были и его сыновья ― Максима и Теппана.